# Murex pecten
Murex pecten (nomeada, em inglês, Venus comb murex; na tradução para o português, "Murex pente de Vênus"; em francês, murex peigne de Vénus) é uma espécie de molusco gastrópode marinho do gênero Murex, pertencente à família Muricidae da ordem Neogastropoda. Foi classificada por John Lightfoot em 1786, na obra A Catalogue of the Portland Museum, lately the property of the Dutchess Dowager of Portland, deceased; which will be sold by auction by Mr. Skinner & Co. É nativa do Indo-Pacífico e do Pacífico Ocidental.

## Descrição da concha
Concha de até 19 centímetros de comprimento, de coloração branca, ou amarelada, a salmão, apresentando espiral moderadamente alta e canal sifonal fino e destacado; com relevo de estrias espirais profundas sobre sua superfície, cruzadas por espessamentos (varizes) onde se destacam cerca de dezesseis espinhos longos e um menor número de outros, mais curtos, intercalados; os maiores direcionados para a frente e ultrapassando o topo da espiral. Columela lisa e branca. Lábio externo circular e dotado de pequenas marcas castanhas. Abertura dotada de opérculo córneo, de coloração castanha.

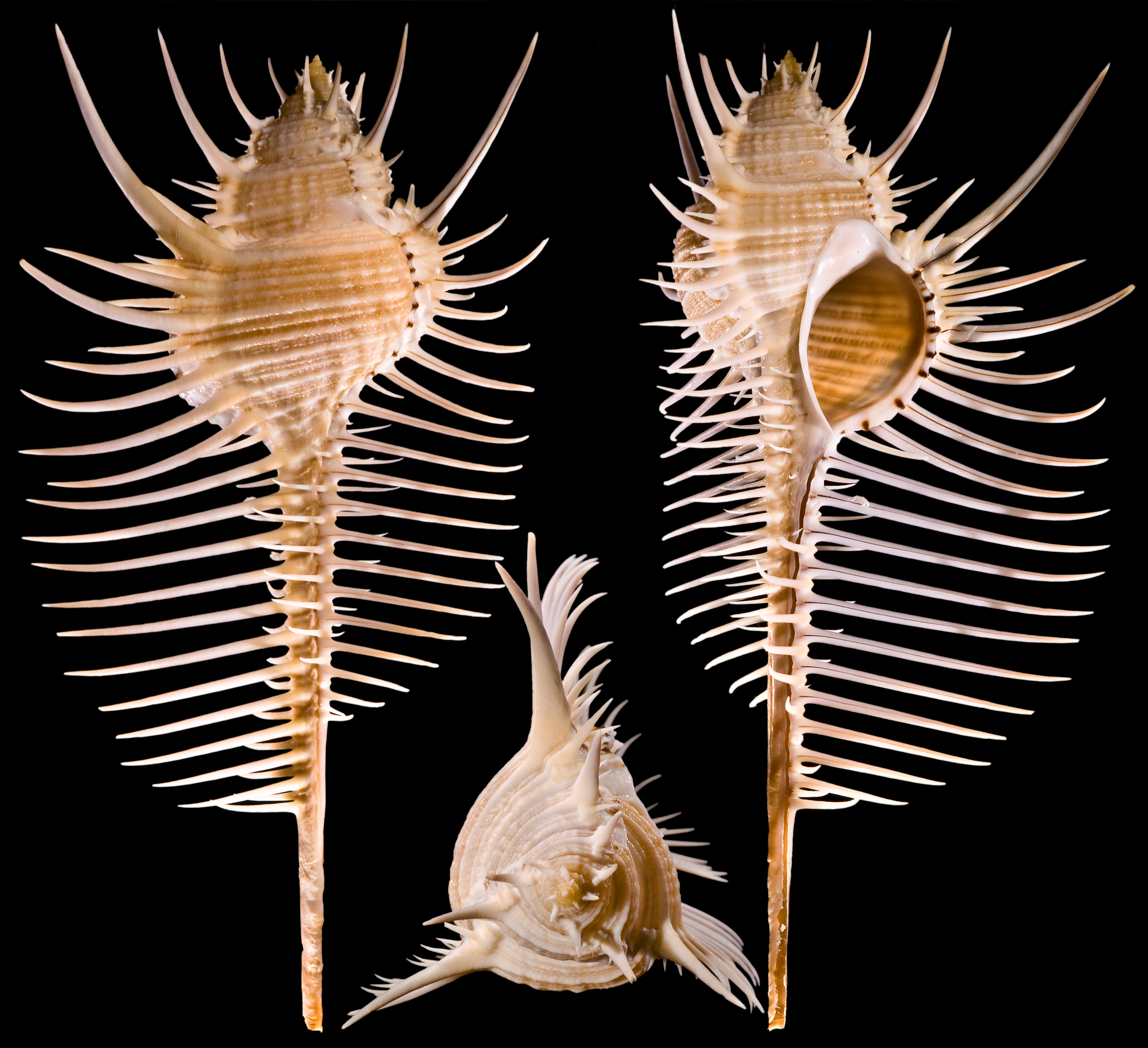
Fotografia mostrando três vistas de espécime amarelado de M. pecten.

## Habitat, distribuição geográfica e uso
Murex pecten ocorre em águas de profundidade rasa, podendo chegar a até mais de 300 metros, e áreas de fundo arenoso-lodoso do oceano Pacífico e Índico; no oeste da África (incluindo Madagáscar e ilhas Mascarenhas) até o leste da Melanésia; no norte até o Japão e no sul até a Austrália (Queensland) e Nova Caledónia. É coletada para alimentação e colecionismo. Sendo uma das espécies favoritas dos colecionadores, esta concha, por sua fragilidade, é dificilmente obtida em perfeitas condições, com seus espinhos inteiros.